# 羅希亞鄉
46°48′0″N 22°24′0″E / 46.80000°N 22.40000°E
羅希亞鄉（羅馬尼亞語：Comuna Roșia, Bihor），是羅馬尼亞的鄉份，位於該國西北部，由比霍爾縣負責管轄，面積73平方公里，海拔高度322米，2007年人口2,570，人口密度每平方公里35人。